# L.P. van de Spiegelprijs
De L.P. van de Spiegelprijs is een eerbetoon aan een wetenschapper of iemand uit de praktijk van het Nederlandse openbaar bestuur die door zijn loopbaan of oeuvre een brug weet te slaan tussen de bestuurskunde en het openbaar bestuur. De prijs wordt  eens in de drie jaar uitgereikt door de Vereniging voor Bestuurskunde, die ook de G.A. van Poeljejaarprijs uitreikt.
De prijs is vernoemd naar de 18e-eeuwse raadpensionaris Laurens Pieter van de Spiegel.

## Lijst van winnaars L.P. van de Spiegelprijs
- 2004: Herman Tjeenk Willink

Jury: Arthur Ringeling (voorzitter), Arthur Docters van Leeuwen, Nico Nelissen Marten Oosting.
- 2007: Herman van Gunsteren

Jury: Arthur Ringeling (voorzitter), Arthur Docters van Leeuwen Marten Oosting, Wim van de Donk.
- 2010: Roel in 't Veld en  Uri Rosenthal

Jury: Arthur Ringeling (voorzitter), Arthur Docters van Leeuwen, Marten Oosting, Wim van de Donk.
- 2013: Andries Hoogerwerf en Ig Snellen

Jury: Wim van de Donk (voorzitter), Arthur Docters van Leeuwen, Arno Korsten, Michiel Herweijer.
- 2016: Prof. dr. Walter Kickert (hoogleraar Bestuurskunde aan de Erasmus Universiteit)

Jury: Arno Korsten (voorzitter), Michiel Herweijer en Nicolette van Gestel.
- 2019: Prof. dr. Mark Bovens (politiek filosoof, bestuurskundige en beleidssocioloog)

Jury: Arno Korsten (voorzitter), Michiel Herweijer en Nicolette van Gestel.
- 2023: Louise Fresco